# تیم ملی بسکتبال زنان اسلواکی
تیم ملی بسکتبال زنان اسلواکی ( اسلواکی: Slovenské národné basketbalové družstvo žien) نماینده اسلواکی در مسابقات بین‌المللی بسکتبال زنان است.